# Cynisca senegalensis
Espèce
Statut de conservation UICN

 DD  : Données insuffisantes
Cynisca senegalensis est une espèce d'amphisbènes de la famille des Amphisbaenidae.

## Répartition
Cette espèce est endémique du Sénégal.

## Description
Cette espèce de lézard est apode.

## Étymologie
Son nom d'espèce, composé de senegal et du suffixe latin -ensis, « qui vit dans, qui habite », lui a été donné en référence au lieu de sa découverte.

## Publication originale
- Gans, 1987 : Studies on amphisbaenians (Reptilia). 7. The small round-headed species (Cynisca) from western Africa. American Museum Novitates, n. 2896, p. 1-84 (texte intégral).